# Facundo Conte

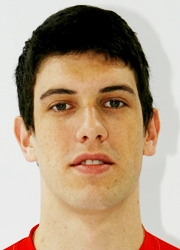
Facundo Conte zawodnikiem Lube Banca Marche Macerata w sezonie 2010/2011

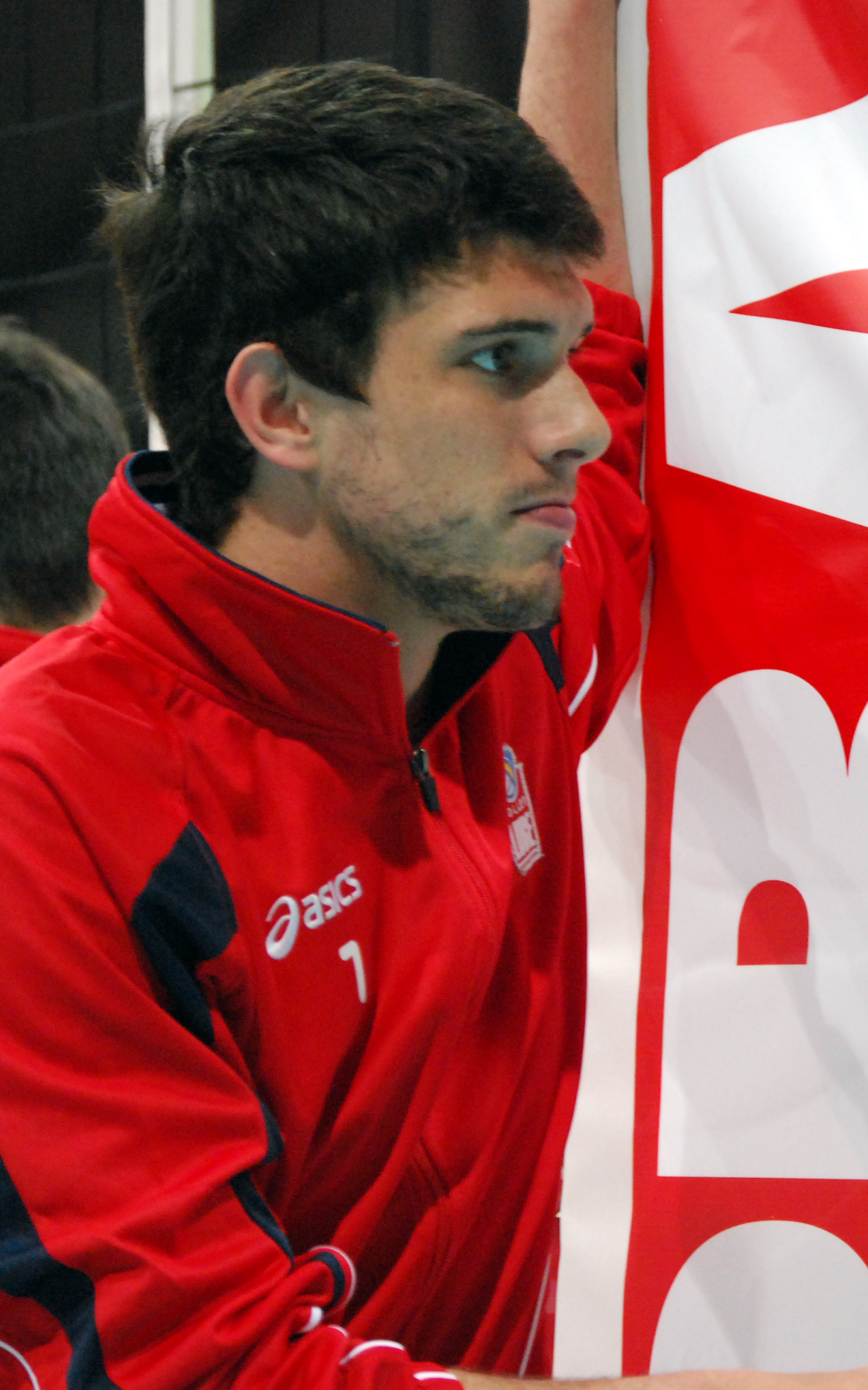
Facundo Conte zawodnikiem Lube Banca Marche Macerata w sezonie 2010/2011

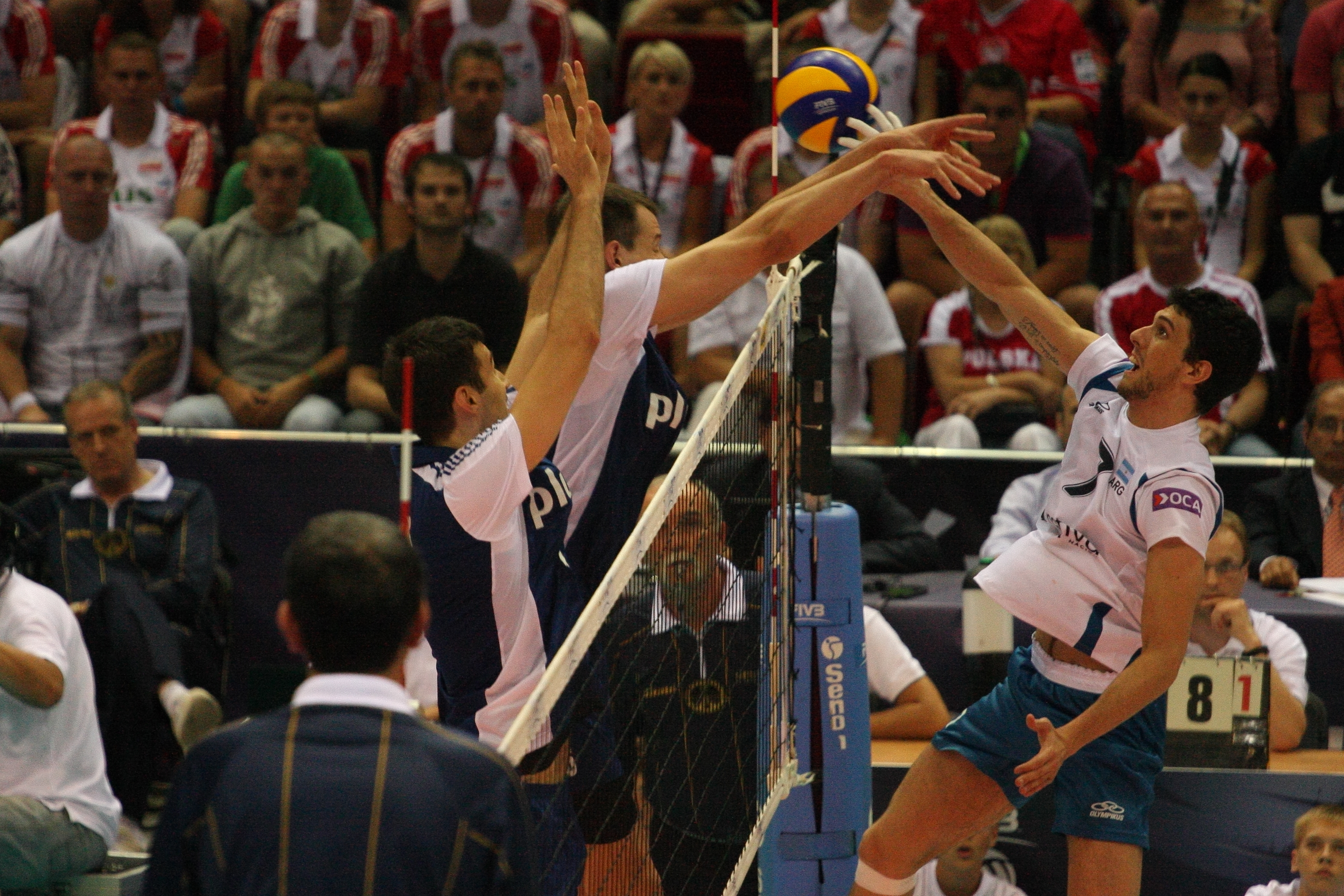
Facundo Conte podczas ataku w meczu Polska-Argentyna w turnieju finałowym Ligi Światowej 2011

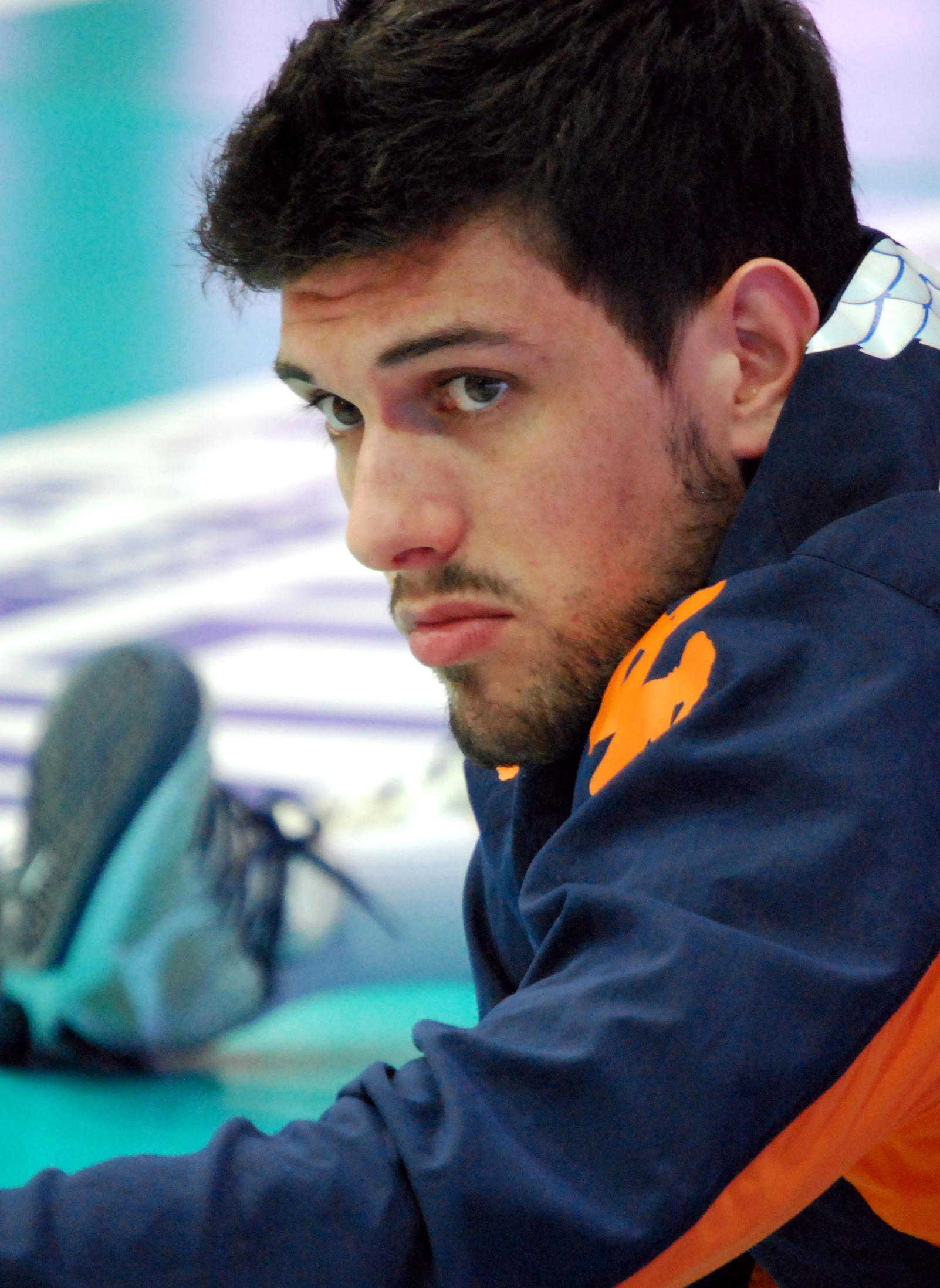
Facundo Conte zawodnikiem Acqua Paradiso Monza Brianza w sezonie 2011/2012

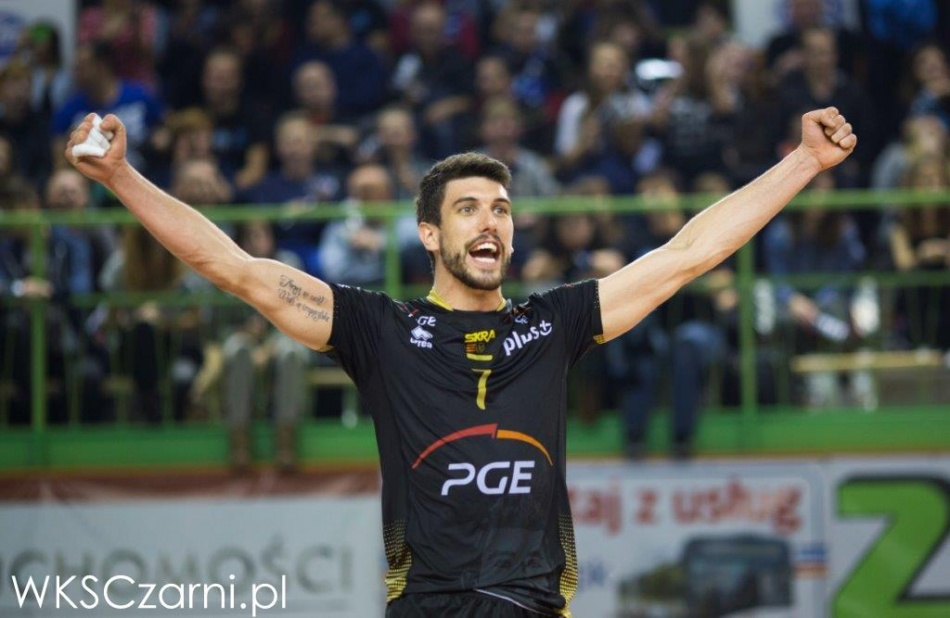
Facundo Conte zawodnikiem PGE Skry Bełchatów w sezonie 2014/2015

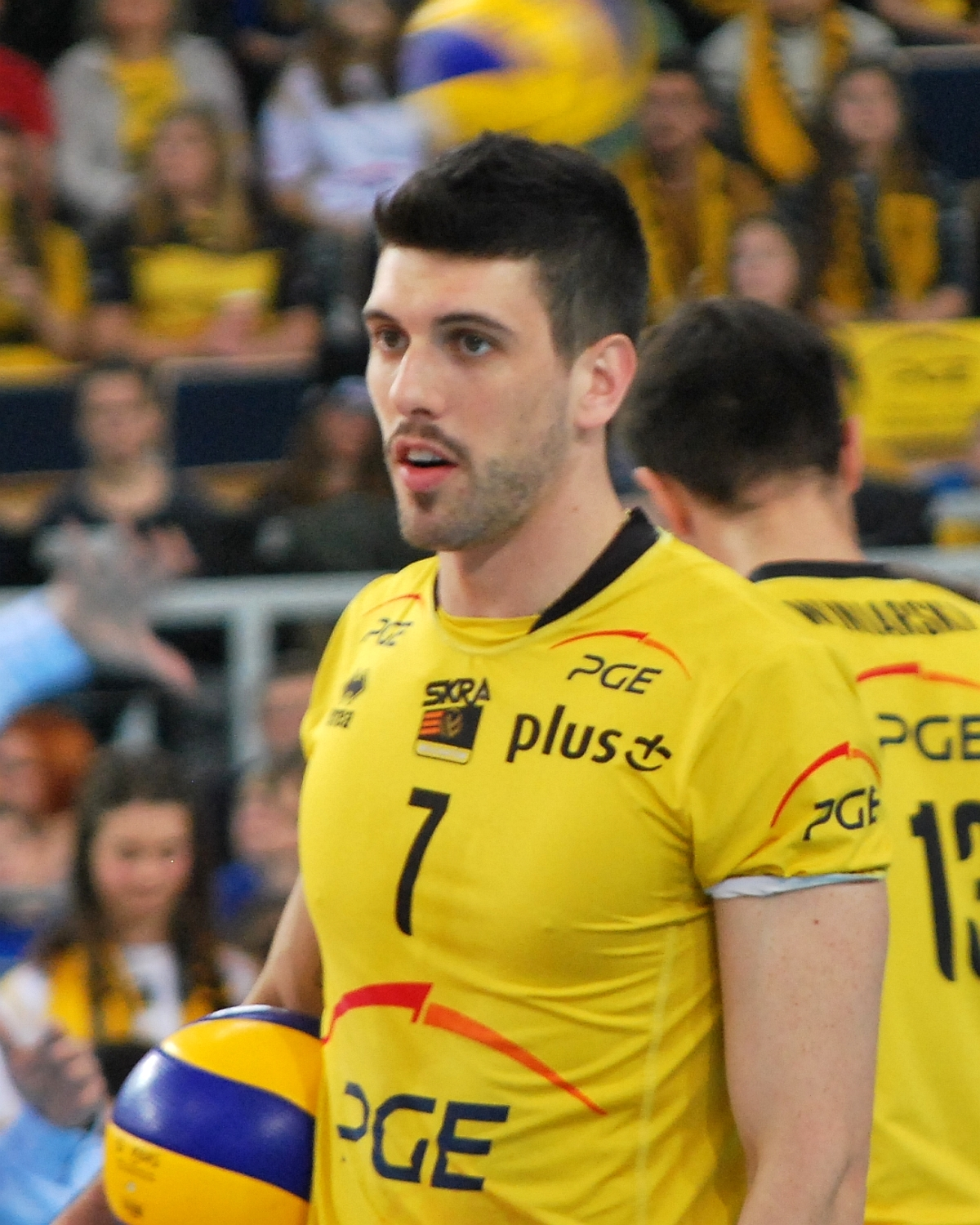
Facundo Conte zawodnikiem PGE Skry Bełchatów w sezonie 2014/2015

Facundo Conte (ur. 25 sierpnia 1989 w Buenos Aires) – argentyński siatkarz, reprezentant Argentyny, grający na pozycji przyjmującego. 
Po Igrzyskach Olimpijskich w Paryżu postanowił zakończyć karierę reprezentacyjną.
18 listopada 2024 roku został zorganizowany dla siatkarza specjalny mecz w barwach klubu Ciudad Vóley Buenos Aires.

## Życie prywatne
Jest synem argentyńskiego siatkarza, brązowego medalisty Igrzysk Olimpijskich w 1988 w Seulu – Hugo Conte. Kilka lat temu był związany z czeską siatkarką Heleną Havelkovą.

## Kariera klubowa
| Sezon             | W klubie                   | Klub                          |
| Kariera juniorska |                            |                               |
| 2005/2006         |                            | Rosario Sonder                |
| 2006/2007         | Geba                       |                               |
| Kariera seniorska |                            |                               |
| 2007/2008         |                            | SP Pallavolo Catania          |
| 2008/2009         |                            | SP Pallavolo Catania          |
| 2009/2010         | Zinella Bolonia            |                               |
| 2010/2011         | Lube Banca Marche Macerata |                               |
| 2011/2012         | do 07.12.2011              | Energy Resources San Giustino |
| 2011/2012         | od 14.12.2011              | Acqua Paradiso Monza Brianza  |
| 2012/2013         |                            | Dinamo Krasnodar              |
| 2013/2014         | PGE Skra Bełchatów         |                               |
| 2014/2015         | PGE Skra Bełchatów         |                               |
| 2015/2016         | PGE Skra Bełchatów         |                               |
| 2016/2017         | Shanghai Golden Age        |                               |
| Pomiędzy sezonami | Pomiędzy sezonami          | El Jaish                      |
| 2017/2018         |                            | Shanghai Golden Age           |
| 2018/2019         | Funvic Taubaté             |                               |
| 2019/2020         | Sada Cruzeiro Vôlei        |                               |
| 2020/2021         | Sada Cruzeiro Vôlei        |                               |
| 2021/2022         | Aluron CMC Warta Zawiercie |                               |
| 2022/2023         | Ciudad Vóley Buenos Aires  |                               |
| 2023/2024         | Ciudad Vóley Buenos Aires  |                               |
| 2024/2025         | Ciudad Vóley Buenos Aires  |                               |

## Sukcesy klubowe
Rosario Sonder
Liga argentyńska:
- 2005, 2006

Puchar ACLAV:
- 2005

Lube Banca Marche Macerata
Puchar Challenge:
- 2011

PGE Skra Bełchatów
Liga polska:
- 2014
- 2015, 2016

Superpuchar Polski:
- 2014

Puchar Polski:
- 2016

Shanghai Golden Age
Liga chińska:
- 2017, 2018

Funvic Taubaté
Liga brazylijska:
- 2019

Sada Cruzeiro Vôlei
Klubowe Mistrzostwa Świata:
- 2019

Puchar Brazylii:
- 2020, 2021

Klubowe Mistrzostwa Ameryki Południowej:
- 2020

Aluron CMC Warta Zawiercie
Liga polska:
- 2022[6]

Ciudad Vóley Buenos Aires
Puchar ACLAV:
- 2022[7], 2023[8], 2024[9]

Liga argentyńska:
- 2023[10], 2024[11]

Klubowe Mistrzostwa Ameryki Południowej:
- 2024[12]

## Sukcesy reprezentacyjne
Mistrzostwa Ameryki Południowej Juniorów:
- 2008

Mistrzostwa Świata Juniorów:
- 2009

Mistrzostwa Ameryki Południowej:
- 2023[13]
- 2011

Igrzyska Panamerykańskie:
- 2015
- 2023[14]
- 2011

Igrzyska Olimpijskie:
- 2020

## Nagrody indywidualne
- 2014: MVP Superpucharu Polski
- 2015: Najlepszy przyjmujący turnieju finałowego Ligi Mistrzów
- 2015: MVP Igrzysk Panamerykańskich
- 2016: Najlepszy przyjmujący turnieju finałowego Pucharu Polski
- 2019: Najlepszy przyjmujący Klubowych Mistrzostw Świata
- 2023: Najlepszy przyjmujący Klubowych Mistrzostw Ameryki Południowej[15]
- 2024: Najlepszy przyjmujący Klubowych Mistrzostw Ameryki Południowej[16]